# Ісайки
Ісайки́ — село в Україні, у Обухівському  районі Київської області. Населення становить 1211 осіб. Центр старостинської округи Богуславської міської громади, розташоване в долині річки Рип'ях (притока Росі), за 8 км від районного центру і за 10 км від залізничної станції Богуслав. Зв'язане з Києвом, Богуславом та іншими населеними пунктами автобусним сполученням. Сільраді підпорядковане с. Яцюки.

## Історія

### Давня історія
Місцевість, де розташовані Ісайки, заселена здавна: тут виявлено городище часів Київської Русі.
Перші згадки про Ісайки в історичних джерелах належать до 1579 року. Як видно з ілюстрації 1622 року, воно було володінням польського короля і входило до складу Богуславського староства. В 1631 році тут налічувалося 12 дворів і 2 млини. Населення сплачувало на користь старости подимну подать та інші побори в розмірі 34 злотих 23 грошів.
Під час визвольної війни українського народу 1648—1657 рр. Ісайки були визволені з-під влади шляхетської Польщі і ввійшли до Корсунського полку. Після Андрусівського перемир'я 1667 року село знову відійшло Польщі. Місцеве населення брало активну участь у визвольній боротьбі на Правобережній Україні під проводом Палія. Тут було скасовано польське судочинство і відновлено козацький суд. Після Прутського миру 1711 року село залишилося за Польщею. За люстрацією 1763 року, з 151 двору 147 були підданими богуславського старости і сплачували на його користь чинш, косове, житній осип, ставкове та інші платежі на суму 6974 злотих.
В 1777 році польський король Станіслав-Август Понятовський подарував Ісайки племінникові С. Понятовському. За люстрацією 1789 року, 155 дворів виконували панщини 1332 піші дні і 88 тяглих, а також сплачували чинш та інші платежі на суму 9025 злотих. У селі тоді діяли млин і винокурня. Населення Ісайок продовжувало виступати проти польської шляхти. Ця боротьба особливо активізувалася під час Коліївщини. У 1768 році тут із своїми загонами пройшов Максим Залізняк.

### У Російській імперії
В 1793 році Ісайки у складі Правобережної України були окуповані і приєднані до Російської імперії. Князь С. Понятовський у 1799 році продав село разом з усім Богуславським ключем графу К. Браницькому. Згідно з купчим актом, останньому переходили у вотчинне володіння всі залежні жителі Ісайок — тяглові і піші селяни, городники та втікачі з правом відшукувати їх. Власнику передавалося право збирати чинш і примушувати селян відробляти на його користь панщину та інші повинності. В 1840-х роках панщина тут становила улітку 3 дні на тиждень.
Селяни Ісайок боролися проти своїх гнобителів. У 30-х роках XIX ст. вони подали скаргу до Богуславського повітового суду і Київської палати цивільного суду з проханням звільнити їх від кріпацтва. Під час Київської козаччини 1855 року ісайківці примусили священика записати їх у козаки, сподіваючись визволитися від ненависної кріпосної залежності.
Реформа 1861 року визначила викупні платежі за отриману землю селянській общині Ісайок у розмірі 2859 крб. 40 коп. на рік. Це враховуючи проценти (6 %), які вони повинні були сплачувати банку-кредитору протягом 49 років, і земля фактично мала їм коштувати 140125 крб. 30 коп., тобто можливо втричі дорожче її ринкової вартості, У 1864 році ісайківці подали скаргу міністру внутрішніх справ, у якій писали, що поміщик виділив їм неродючі землі, і просили дозволу переселитися в інші місця.
1869-го граф Браницький продав частину Ісайківського маєтку департаменту уділів. Суперечка між селянами Ісайок і Браницьким не припинилася. У 1875 році селяни знову поскаржилися на поміщика, який заборонив їм косити сіно в лісі, хоча таке право було надано їм Канівським повітовим мировим з'їздом на 15 років. Пристав Канівського повіту у 1908 році назвав село революційним гніздом. Скарги на Браницького подавалися селянами Ісайок і в наступні роки, та всі лишалися без наслідків.
1912 року в Ісайках налічувалося 903 селянські двори, яким належало 2373 десятини землі. З них 581 двір (64,3 %) був малоземельним, у тому числі 154 двори мали менше десятини землі. На фоні селянського малоземелля виділялися 10 господарств, яким належало по 8—10 десятин, і 3 господарства, що мали понад 10 десятин кожне. Через високу народжуваність, і як наслідок малоземелля, більшість селян змушена була йти на заробітки в сусідні економії, до місцевих заможних селян, а також в Херсонську і Катеринославську губернії.
Клірові відомості, метричні книги, сповідні розписи церкви св. Михаїла с. Ісайки Богуславського, з 1846 р. Канівського пов. Київської губ. зберігаються в ЦДІАК України.

### Початок XX-го сторіччя
Населення Ісайок брало активну участь у революційних подіях 1905—1907 рр. В селі пройшла хвиля страйків сезонних робітників, які працювали в економіях департаменту уділів. Це були великі господарства, де вирощували головним чином цукрові буряки. 19 травня 1905 року застрайкували селяни на фермі № 6 удільного відомства, вимагаючи підвищення денної заробітної плати для жінок з 25 до 50 коп., а для чоловіків — з 50 коп. до 1 крб. Наступного дня їх вимоги були задоволені. Через кілька днів почали страйк селяни, що працювали на фермі № 1. Вони вимагали підвищення заробітної плати для жінок до 70 коп. і чоловіків — до 1 крб., а також наполягали на усуненні орендаря. Наляканий цими виступами, управитель маєтку просив владу надіслати військовий загін. Проте заворушення серед селян тривали. Вони рубали ліси удільного відомства й Браницьких, підпалювали економії.
В Ісайках, що з 1866 року стали волосним центром, охорона здоров'я була незадовільною. У 1900 році населення всієї волості обслуговував один фельдшер. Діяли церковнопарафіяльна школа і школа грамоти.
В 1917 році село входить до складу Української Народної Республіки.
Наприкінці 1917 року в селі було створено більшовицький волосний ревком, який очолив Т. К. Гав'яда. Ревком конфіскував майно економій удільного відомства та Браницьких, розподілив його між бідняками і розгорнув підготовку до розподілу землі.
В березні 1918 року після проголошення Української Держави на чолі з гетьманом Павлом Скоропадським німці ввійшли до Ісайок. Згодом, у ході протигетьманського повстання, село зайняли війська Директорії УНР.
У березні 1919 року Ісайки окупували більшовицькі війська. Активну діяльність розгорнули комуністи, особливо Т. А. Мартиненко і І. І. Запорожець, яких обрали членами Богуславського волревкому. Чимало ісайківців було мобілізовано до Червоної Армії. Встановленню окупаційних органів Радянської влади намагалися перешкодити загони отаманів Зеленого й Сокири, що діяли в цьому районі. Вояками українських антибільшовицьких загонів було вбито комуністів А. Орленка та І. І. Запорожця.
На початку квітня 1919 року розпочинається Медвинське антибільшовицьке повстання з центром у сусідньому містечку Медвин, до якого приєднуються й Ісайки. Разом з підхорунжим Коломійцем очолює повстання ісайківець Григорій Пирхавка, донедавна канівський повітовий комісар УНР, згодом — заступник міністра внутрішніх справ УНР. Тоді ж учасники повстання захоплюють Богуслав, вбивають 50 червоноармійців, беруть заручників та до травня 1919 року тримають там українську владу.
З вересня 1919 року Ісайки перебували під владою денікінців. На початку січня 1920 року радянські війська повторно окупували село. Важливим завданням, яке постало перед радянськими і партійними органами, було знешкодження загону Сокири, що захищав населення Богуслава та навколишніх сіл від більшовиків. Весною цього року, коли Сокира вів агітацію проти Радянської влади в с. Дибинцях, І. Цюрупа застрелив його. За це українці вбили Цюрупу, трьох його братів та батька М. Т. Цюрупу.
В травні 1920 року Ісайки опинилися під владою поляків, союзників УНР, а на початку червня — більшовиків. Розгорнули діяльність волревком на чолі з Т. І. Куделею, волкомнезам під керівництвом М. П. Іщенка, сільревком, головою якого став Г. К. Кривошия, і сількомнезам, очолюваний Н. П. Клименком. Військкомом Ісайківської волості призначили І. Горовенка. Сільревком і сількомнезам провели велику "роботу", спрямовану на виконання грабіжницької продрозверстки. В 1921 році були обрані волосна та сільська Ради та їх виконкоми. Відбулися також волосні збори представників сільських Рад і сількомнезамів, на яких було «розв'язано ряд господарських питань». У 1921 році в селі заснували комсомольський осередок, секретарем якого обрали Л. Г. Кривошию. Волосний комітет комсомолу очолив М. К. Козиренко. Комсомольці Ісайок чимало доклалися до ліквідації української партизанки, стягнення з селян продподатку.
З ініціативи комсомольців і з допомогою уповноваженого Київського губкому КП(б)У по Канівському повіту С. Т. Лукашенка в Ісайках у 1922 році було створено перший колгосп. З цієї нагоди Г. І. Петровський надіслав колгоспникам привітання, у якому побажав їм «дружно працювати, множити колективне добро». Господарство назвали ім'ям І. І. Запорожця — «Комунар Запорожець», а головою обрали М. Кисиленка. Колгосп став «взірцем колективного ведення господарства» для всіх селян району. Вже у перший рік було зібрано небачений тоді урожай: по 22 цнт пшениці і по 350 цнт цукрових буряків з га. Протягом 1922—1923 рр. тут організували ще 5 сільськогосподарських кооперативів. У 1923 році Ісайківську волость було ліквідовано. Село увійшло до Медвинського, а з 1930 року — до Богуславського району.
У 1926 році в Ісайках працювали початкова школа, 2 лікнепи, а також хата-читальня і бібліотека.
В 1929 році селянство Ісайок було змушено до масової колективізації. До колгоспу «Комунар Запорожець» приєднано 5 сільськогосподарських кооперативів. У 1931 році в селі виник партійний осередок.
Під час організованого радянською владою Голодомору 1932—1933 років померло щонайменше 350 жителів села. Український національний антибільшовицький опір було зламано.
Навесні 1934 року колективізацію було завершено. Від колгоспу «Комунар Запорожець» відокремлено колективне господарство їм. Постишева (з 1938 року — колгосп їм. Горького). З того часу «Комунар Запорожець» дістав назву «Комунар». За ним було закріплено 1600 га сільськогосподарських угідь, у тому числі 1033 га орної землі. В 1940 році у господарстві налічувалося 20 будівель виробничого призначення. З допоміжних підприємств діяли цегельний завод і 3 млини. Колгоспні поля обробляла тракторна бригада Медвинської МТС.
Колгоспи Ісайок досягли успіхів у розвитку тваринництва, зокрема конярства. В колгоспі ім. Горького виростили в 1938 році від 16 конематок 14 лошат, і наступного року господарство стало учасником Всесоюзної сільськогосподарської виставки. Конюх С. Ф. Онопрієнко колгоспу «Комунар», який одержав від 10 конематок 10 лошат, також брав участь у ВСГВ. Колгосп ім. Горького представляли на виставці бригадир рільничої бригади М. Шуліка і завідувачка свиноферми комсомолка М. Н. Хомєнко, яка одержала по 16 поросят від кожної з 10 свиноматок.
Медичну допомогу населенню Ісайок подавали фельдшерсько-акушерський пункт і пологовий будинок, на базі яких в 1940 році створили лікарську дільницю. У селі працювала середня школа. Центром культурно-виховної роботи був клуб.

### Війна
З початком Німецько-радянської війни чимало чоловіків було примусово мобілізовано до лав Черовної Армії, решта жителів допомагала будувати оборонні споруди.
27 липня 1941 року після запеклих боїв Ісайки захопили німці. Гітлерівці жорстоко розправилися з комуністами і радянськими прихильниками. Вони вбили комуністів — голову сільради Г. Ф. Вакуленка, Л. Д. Коломійця, С. М. Кисиленка, Л. Г. Кривошия, депутатів сільради І. А. Павлика, і Ф. К. Кулика, який перед вступом німців у село спалив молотарку, щоб не потрапила ворогові. Гітлерівці вивезли на каторгу до Німеччини 172 юнаків і дівчат.
Наприкінці 1941 року в Ісайках було створено підпільну прорадянську групу в складі 10 чоловік. Керівником її став М. Р. Панасенко. Підпільники проводили роз'яснювальну роботу серед населення, розповсюджували листівки, допомагали рятувати молодь від відправки на каторжні роботи до Німеччини, здобували зброю. В серпні 1943 року групу реорганізували в партизанський загін, який увійшов до складу 6-го батальйону з'єднання партизанських загонів Київської області. Партизани знищили до 20 німців, коменданта поліції і 2 поліцаїв, захопили зерносховище і роздали хліб населенню, відбили ворожий обоз із зброєю.
Населення допомагало партизанам зброєю, одягом, продовольством, медикаментами, лікувало поранених[джерело?]. Зв'язковою партизанського загону була комсомолка Ганна Ревука, яка мала в селі явочну квартиру, збирала відомості про розташування німецьких військових частин, лікувала поранених. На початку січня 1944 року Г. Ревука була заарештована німцями й закатована. Втім, вона не виказала місце розташування партизанів. Серед партизан також була комсомолка Н. Т. Кисляченко. У 1943 році їй вдалося викрасти у гітлерівців 2 карабіни, гвинтівку і ручний кулемет та переправити все це до партизанського загону. Незважаючи на великий рух гітлерівських військ на шляху Лука-Богуслав, підпільниця перевезла пораненого партизана з с. Працихи до Ісайок і там лікувала його.
На фронтах Німецько-радянської війни билися на боці СРСР проти німців 360 жителів села, з них 68 нагороджено орденами й медалями СРСР. Трьом жителям села — комуністам льотчику-штурмовику старшому лейтенанту П. Є. Кисиленку, начальнику штаба дивізіону мінометного полку 3-ї армії 3-го Білоруського фронту капітану І. Р. Кисиленку (посмертно) і командиру відділення стрілецької роти сержанту І. П. Мартиненку (посмертно) — присвоєно звання Героя Радянського Союзу.
26 січня 1944 року в Ісайки було відновлено радянський режим. Відновили роботу сільська Рада, партійна та комсомольська організації. Німці пограбували колгоспи, зруйнували багато виробничих і житлових приміщень, школу, сільмаг. Збитки, завдані німцями лише колгоспу «Комунар», становили 3,9 млн крб. Долаючи великі труднощі, колгоспи вже навесні 1944 року повністю освоїли довоєнну посівну площу.

### Відбудова
Відновили роботу заклади охорони здоров'я, освіти і культури. Медичну допомогу населенню Ісайок подавала лікарська дільниця. 1944-го відчинила двері школа. Почав роботу клуб, при якому працювали гуртки художньої самодіяльності.
Протягом 1951—1952 рр. колгоспи «Комунар» та їм. Горького с. Ісайок і «Перемога» с. Яцюків об'єдналися в одне господарство «Комунар». 1958-го року в колгоспі «Комунар» виростили по 20,8 цнт зернових і по 228 цнт цукрових буряків з гектара, на 100 га сільськогосподарських угідь виробили 63,2 цнт м'яса і 304 цнт молока. У 1965 році тут було вирощено по 27,3 цнт зернових і по 319 цнт цукрових буряків з гектара, на 100 га сільськогосподарських угідь вироблено 357 цнт молока. За успіхи в розвитку сільськогосподарського виробництва 12 трудівників у 1966 році нагороджено орденами й медалями, серед них — орденом Трудового Червоного Прапора колишнього голову колгоспу П. Ф. Кириченка.
1970-го врожайність зернових у колгоспі «Комунар» становила 30,2 цнт (у тому числі пшениці — 34,1 цнт), цукрових буряків — 346 цнт з гектара. Тут налічувалося 1800 голів великої рогатої худоби (в тому числі 620 корів), 1590 свиней, 1152 вівці, 209 коней, понад 1 тис. голів птиці. 1970 року на 100 га сільськогосподарських угідь вироблено по 105,2 цнт м'яса і 441,2 цнт молока. З підсобних підприємств тут працювали 4 млини, 3 кузні, пилорама, столярно-теслярська, деревообробна та механічна майстерні. Колгосп мав також 156,5 га садів і ягідників, пасіку, ставкове господарство. Тут є 35 тракторів, 21 комбайн, 17 автомашин тощо. Грошовий прибуток колгоспу 1969-го року становив 1 млн. 294 тис. крб.
Протягом 1966—1969 рр. близько 100 сімей справили новосілля. Село електрифіковане і радіофіковане, має 5 магазинів.
В Ісайках діяв фельдшерсько-акушерський пункт з 3 медпрацівниками. У середній школі навчалося 359 учнів і працює 25 учителів. За післявоєнні роки близько 100 жителів села здобули вищу і понад 400 — загальну та спеціальну середню освіту. Діти виховуються в 3 дитячих яслах і дитячому садку. Своє дозвілля жителі села проводять у будинку культури. Сільська бібліотека, книжковий фонд якої становив 9500 примірників, обслуговувала 1306 читачів.

## Відомі люди
Серед відомих уродженців села: генерал-лейтенант П. К. Супруненко і кандидат технічних наук П. Я. Пирхавка.